# Persone di cognome Sforza
| Questa pagina contiene informazioni ricavate automaticamente dalle voci biografiche con l'ausilio del template Bio e di un bot. L'aggiornamento è periodico e automatico e ricostruisce completamente la pagina. Se manca una persona in questa lista, sei pregato di non aggiungerla, ma accertati piuttosto che la sua voce biografica contenga il template Bio e che i dati anagrafici siano correttamente compilati. Se il template Bio manca, inseriscilo tu stesso o, in alternativa, metti l'avviso {{tmp\|Bio}} che ne segnala la mancanza. Se i dati riportati sono sbagliati, correggi direttamente la voce biografica; le modifiche saranno visibili in questa lista entro pochi giorni. Per chiarimenti vedi il progetto antroponimi. La lista contiene solo le 58 persone che sono citate nell'enciclopedia e per le quali è stato implementato correttamente il template Bio. Pagina aggiornata al 17 ott 2024. |

Questa è una lista di persone presenti nell'enciclopedia che hanno il cognome Sforza, suddivise per attività principale.

## Allenatori di calcio(1)
- Ciriaco Sforza, allenatore di calcio e ex calciatore svizzero (Wohlen, n. 1970)

## Arcivescovi cattolici(1)
- Gabriele Sforza, arcivescovo cattolico italiano (Aversa, n. 1423 - Milano, † 1457)

## Calciatori(2)
- Juan Sforza, calciatore argentino (Rosario, n. 2002)
- Romolo Sforza, calciatore italiano (Roma, n. 1920 - Roma, † 1987)

## Cardinali(3)
- Ascanio Maria Sforza, cardinale italiano (Cremona, n. 1455 - Roma, † 1505)
- Federico Sforza, cardinale italiano (Roma, n. 1603 - Roma, † 1676)
- Francesco Sforza, cardinale italiano (Parma, n. 1562 - Roma, † 1624)

## Cestisti(1)
- Giuseppe Sforza, cestista italiano (Milano, n. 1923 - Milano, † 1964)

## Condottieri(8)
- Alessandro Sforza, condottiero italiano (Cotignola, n. 1409 - Ferrara, † 1473)
- Alessandro Sforza di Francavilla, condottiero italiano (n. 1465 - † 1523)
- Bosio I Sforza, condottiero italiano (Montegiovi, n. 1411 - Parma, † 1476)
- Costanzo I Sforza, condottiero italiano (Pesaro, n. 1447 - Pesaro, † 1483)
- Giovanni Sforza, condottiero italiano (n. 1466 - † 1510)
- Leone Sforza, condottiero italiano (Castelfiorentino, n. 1406 - Caravaggio, † 1440)
- Sforza Secondo Sforza, condottiero italiano (Grottammare, n. 1435 - Napoli, † 1491)
- Tristano Sforza, condottiero italiano (Milano, n. 1429 - Milano, † 1477)

## Diplomatici(1)
- Carlo Sforza, diplomatico e politico italiano (Lucca, n. 1872 - Roma, † 1952)

## Ingegneri(1)
- Ascanio Michele Sforza, ingegnere italiano (Piacenza, n. 1877 - Pontedera, † 1944)

## Letterate(1)
- Isabella Sforza, letterata italiana (Mantova, n. 1503 - Roma, † 1561)

## Letterati(1)
- Giovanni Sforza, letterato, storico e storiografo italiano (Montignoso, n. 1846 - Montignoso, † 1922)

## Nobildonne(3)
- Bianca Giovanna Sforza, nobildonna italiana (n. 1482 - Milano, † 1496)
- Chiara Sforza, nobildonna italiana (Milano, n. 1467 - † 1531)
- Fiordelisa Maria Sforza, nobildonna italiana (Milano, n. 1453 - Milano, † 1522)

## Nobili(16)
- Ludovico il Moro, nobile italiano (Milano, n. 1452 - Loches, † 1508)
- Angela Sforza, nobile (Milano, n. 1479)
- Anna Maria Sforza, nobile italiana (Milano, n. 1476 - Ferrara, † 1497)
- Bianca Maria Sforza, nobile italiana (Milano, n. 1472 - Innsbruck, † 1510)
- Carlo Sforza, nobiluomo italiano (n. 1458 - † 1483)
- Drusiana Sforza, nobile (Falconara, n. 1437 - Padova, † 1474)
- Ermes Maria Sforza, nobile italiano (n. 1470 - Innsbruck, † 1503)
- Filippo Maria Sforza, nobile italiano (Pavia, n. 1449 - † 1492)
- Francesco Sforza, nobile italiano (Cigoli, n. 1401 - Milano, † 1466)
- Galeazzo Sforza, nobile italiano (n. 1469 - Milano, † 1515)
- Costanzo II Sforza, nobile italiano (Gradara, n. 1510 - † 1512)
- Ippolita Sforza, nobile (Pavia, n. 1493 - † 1501)
- Paolo Sforza, marchese di Proceno, nobile e militare italiano (Proceno, n. 1602 - Proceno, † 1669)
- Polissena Sforza, nobile (Mortara, n. 1428 - Rimini, † 1449)
- Sforza Sforza di Santa Fiora, nobile e militare italiano (Santa Fiora, n. 1520 - Castell'Arquato, † 1575)
- Sforzino Sforza, nobile e militare italiano (n. 1593 - Castell'Arquato, † 1644)

## Patriarchi cattolici(1)
- Ottaviano Maria Sforza, patriarca cattolico italiano (n. 1475 - † 1545)

## Pittori(1)
- Alberto Sforza, pittore italiano (Benevento)

## Politiche(1)
- Caterina Sforza, politica (Milano - Firenze, † 1509)

## Politici(1)
- Leonardantonio Sforza, politico italiano (Andria, n. 1899 - † 1979)

## Religiose(1)
- Serafina Sforza, religiosa italiana (Urbino, n. 1434 - Pesaro, † 1478)

## Religiosi(1)
- Cesare Sforza, religioso italiano (Milano, n. 1491 - Milano, † 1514)

## Storici(1)
- Francesco II Sforza, storico italiano (Milano, n. 1495 - Vigevano, † 1535)

## Senza attività specificata(12)
- Battista Sforza, contessa (Pesaro, n. 1446 - Gubbio, † 1472)
- Elisabetta Maria Sforza, marchesa (n. 1456 - † 1472)
- Massimiliano Sforza, duca (Milano, n. 1493 - Parigi, † 1530)
- Francesco Maria Sforza, conte (Pavia, n. 1491 - Angoulême, † 1512)
- Galeazzo Maria Sforza,  italiano (Fermo, n. 1444 - Milano, † 1476)
- Gian Galeazzo Maria Sforza, duca italiano (Abbiategrasso, n. 1469 - Pavia, † 1494)
- Ginevra Sforza,  italiana (Ancona, n. 1440 - Busseto, † 1507)
- Ippolita Maria Sforza, duchessa (Jesi, n. 1445 - Napoli, † 1488)
- Ippolita Sforza,  italiana (Milano, n. 1481 - Milano, † 1521)
- Leone Sforza, conte italiano (n. 1476 - † 1496)
- Ottaviano Maria Sforza, conte (n. 1458 - Adda, † 1477)
- Sforza Maria Sforza, duca (Vigevano, n. 1451 - Varese Ligure, † 1479)